# Дрина (Босния и Герцеговина)
Дрина (сербохорв. Дрина / Drina) — село в общине Вишеград Республики Сербской Боснии и Герцеговины. В настоящее время село необитаемо.

## Население[3]
По данным на 1991 год, в селе проживали 45 человек, все — боснийцы.